# Barbie Girl
Barbie Girl és una cançó del grup d'europop danès-noruec Aqua. Va sortir al mercat a l'abril de 1997 com a tercer senzill de l'àlbum d'estudi de debut del grup, Aquarium (1997). La cançó fou escrita per Søren Rasted, Claus Norreen, René Dif i Lene Nystrøm, i produïda per Johnny Jam, Delgado, Rasted i Norreen. Varen escriure-la després que Søren Rasted visités una exposició sobre la cultura kitsch a Dinamarca que presentava nines Barbie.
La cançó va ocupar el primer lloc de les llistes mundials, especialment a països europeus com el Regne Unit i evidentment a Dinamarca i Noruega. Fou, i continua sent, la cançó més popular d'Aqua i la que van cantar a l'acte d'interval del Festival de la Cançó d'Eurovisió 2001 celebrat a Copenhaguen. També fou el desencadenant de la controvertida demanda de Mattel, Inc. contra MCA Records, Inc..

## Antecedents i composició
La lletra de la cançó tracta sobre la Barbie i el Ken, dues nines creades per l'empresa de joguines Mattel. Tant la cançó com el seu vídeo musical presenten Lene Nystrøm com la Barbie i René Dif com el Ken. Com a tal, la lletra va provocar la ira dels propietaris corporatius de l'empresa i Mattel va presentar una demanda.
Una nota a peu de pàgina a la part posterior de l'estoig del CD Aquarium deia precisament que "La cançó "Barbie Girl" és un comentari social i no va ser creada ni aprovada pels fabricants de la nina"." Barbie Girl" està escrita en tonalitat de Do sostingut menor i té un tempo de 130 pulsacions per minut.

## Crèdits
Aquests crèdits són els que apareixen a les notes de text del CD senzill Barbie Girl i Aquarium.
- Escrita per Norreen, Nystrøm, Dif, Rasted
- Interpretada per Norreen, Rasted
- Veu d'acompanyament de Nystrøm, Dif
- Perruqueria i maquillatge de Fjodor Øxenhave
- Estilisme d'Aqua, Bjarne Lindgreen
- Obra d'art de Peter Stenbæk
- Fotografia de Robin Skoldborg
- Produït, arranjat i mesclat per Norreen, Jam, Delgado, Rasted

## Polèmica

### La demanda de Mattel
El setembre de 1997, sis mesos després del llançament de la cançó, Mattel, l'empresa fabricant de la nina Barbie, va interposar una demanda contra MCA Records, el segell discogràfic nord-americà d'Aqua. Mattel va afirmar que Barbie Girl va violar la seva marca registrada i la va convertir en un objecte sexual, referint-se a ella com una "bimbo rossa". Va al·legar que la cançó infringia els drets d'autor i marques registrades sobre la nina Barbie i que la lletra de la cançó havia arruïnat la popularitat i la reputació de la seva marca registrada i afectat el seu pla de màrqueting. Aqua i MCA Records van impugnar les afirmacions de Mattel i van demandar per difamació després que Mattel hagués comparat MCA amb un lladre de bancs. La demanda presentada per Mattel va ser desestimada pels tribunals inferiors, i encara que Mattel va portar el seu cas al Tribunal Suprem dels Estats Units, aquesta apel·lació fou rebutjada més tard.

### Festival de la Cançó d'Eurovisió 2001
Com a acte d'interval durant l'edició 2001 del Festival de la Cançó d'Eurovisió a Copenhaguen, Aqua va interpretar un medley dels seus senzills juntament amb el grup de percussió Safri Duo. Hi va haver diverses queixes a causa de la blasfèmia utilitzada durant l'actuació, tant al principi com al final de Barbie Girl.

## Recepció
Barbie Girl ha venut més de vuit milions de còpies a tot el món. Va arribar al número u en més de 10 països. A Europa, el senzill va assolir la primera posició a Bèlgica, França, Alemanya, Irlanda, Itàlia, Països Baixos, Noruega, Escòcia, Suècia, Suïssa i al Regne Unit. A Dinamarca, la cançó va el número dos.
 on va vendre 1,84 milions de còpies, convertint-se en el tretzè senzill més venut.

### Vídeo musical
El vídeo musical que l'acompanya la cançó va ser dirigit pels danesos Peder Pedersen i Peter Stenbæk, i presenta els membres del grup en diferents escenes on es trobaria una nina Barbie. Es va penjar a YouTube l'agost de 2010 i el febrer de 2022, el vídeo ja ha acumulat més de mil milions de visualitzacions.

## Llistes d'èxit
| Classificació setmanal (1982)       | Posició més alta |
| ----------------------------------- | ---------------- |
| Alemanya (GfK Entertainment)        | 1                |
| Austràlia (ARIA)                    | 1                |
| Àustria (Ö3 Austria Top 40)         | 2                |
| Bèlgica (Ultratop 50 Flandes)       | 1                |
| Bèlgica (Ultratop 50 Valònia)       | 1                |
| Canadà (Top Singles RPM)            | 1                |
| Canadà (Dance/Urban RPM)            | 1                |
| Canadà (Canadian Singles Chart)     | 7                |
| Dinamarca (IFPI)                    | 2                |
| Escòcia (OCC)                       | 1                |
| EUA (Billboard Hot 100)             | 7                |
| EUA (Dance Club Songs)              | 21               |
| EUA (Dance Singles Sales)           | 2                |
| EUA (Mainstream Top 40)             | 15               |
| EUA (Rhythmic)                      | 8                |
| Europa (Eurochart Hot 100)          | 1                |
| Finlàndia (Suomen virallinen lista) | 3                |
| França (SNEP)                       | 1                |
| Hongria (Mahasz)                    | 4                |
| Irlanda (IRMA)                      | 1                |
| Islàndia (Íslenski listinn)         | 15               |
| Itàlia (FIMI)                       | 2                |
| Nova Zelanda (Recorded Music NZ)    | 1                |
| Noruega (VG-lista)                  | 1                |
| Països Baixos (Dutch Top 40)        | 1                |
| Suècia (Sverigetopplistan)          | 1                |
| Suïssa (Sverigetopplistan)          | 1                |

## Versions
La cançó ha estat interpretada per diversos artistes al llarg dels anys.
- Faith No More, van contribuir amb una versió de la cançó en directe el 13 de novembre al Forum Am Schlosspark de Ludwigsburg (Alemanya) durant la seva gira del 1997.[46]
- Samanda, grup format per les bessones Amanda i Samantha Marchant, va publicar-ne la seva versió el 8 d'octubre de 2007, entrant a la llista de singles del Regne Unit al número 26.[47]
- Jessica Jung de Girls' Generation, va fer un cover per a l'actuació en solitari durant la primera gira de concerts asiàtic anomenada "Girls' Generation Asia Tour Into the New World2.
- L'artista suec Loke Nyberg va fer-ne una nova versió per al programa de ràdio suec Morgonpasset en que interpreta la cançó com una crítica als ideals de bellesa actuals.[48]
- Ludacris va fer un sample de la cançó el 2013 pel seu senzill Party Girls amb Wiz Khalifa, Jeremih i Cashmere Cat.[49]
- El grup virtual Caramella Girls va llançar una versió anomenada Candy Girl a iTunes,[50] així com un vídeo musical a YouTube.[51]
- L'artista brasilera Kelly Key va gravar el 2005 una versió en portuguès per al seu tercer àlbum d'estudi Kelly Key 2005.[52]

També se n'han fet moltes paròdies de la cançó:
- El duet alemany Lynne & Tessa va fer un vídeo d'internet sincronitzant la cançó amb els seus llavis el 2006.[53]
- Al programa de comèdia britànic indi "Goodness Gracious Me" de la BBC, es va presentar un esquetx amb una versió titulada Punjabi Girl.[54]
- El 2012, la cançó va ser parodiada en una campanya publicitària australiana de consum de xai, basant-se en que el terme "barbie" s'utilitza per referir-se a la barbacoa a l'aire lliure que es fa popularment a Austràlia.[55]
- Ava Max va gravar-ne una versió lúdica amb lletra nova, titulada Not Your Barbie Girl, el 2018.[56]
- A l'episodi "Cock Magic", vuitè episodi de la 18a temporada, de la sèrie d'animació South Park també es va utilitzar la cançó el 2014.
- A les concentracions ecologistes "Fridays for Future", que intenten cridar l'atenció sobre les grans quantitats de plàstic llençats al mar, fan referència a la cançó en els seus eslògans amb les paraules "Life in plastic is not fantastic".[57]